# Ronald Gruner
Ronald W. Gruner (* 28. Juli 1960 in Halle (Saale)) ist ein deutscher Schriftsteller, Elektromonteur und Diplompolitologe. Weiterhin ist er seit 2006 der Vorsitzende des Förderkreises der Schriftsteller in Sachsen-Anhalt.
Gruner ist seit 1990 freiberuflich als Schriftsteller, Schauspieler und Moderator tätig und schreibt als Autor Lyrik und Prosa sowie Lieder und Arbeiten für die Bühne. Bekannt ist er durch zahlreiche Buch-Veröffentlichungen, als Regisseur und Mitglied im Halleschen Dichterkreis. Gruner wirkte zudem in Inszenierungen der freien Gruppe Theater Apron e.V. mit.
Gruner lebt in Halle (Saale).

## Auszeichnungen
- 2000 Dreimonatiges Arbeitsstipendium für das Künstlerhaus Schloss Wiepersdorf.
- 2008/2009 Stadtschreiber von Halle (Saale)[1]

## Veröffentlichungen
- Nullbock Gedichte & Lieder. Uräus-Handpresse 1995[1]
- Die Sprache der Bäcker. Gedichte, Verlag Janos Stekovics, Halle (Saale) 2000, ISBN 978-3-932863-39-4
- Der Geschmack von Waldmeisterlimonade. Prosa, Janos Stekovics, Dößel 2003, ISBN 978-3-89923-029-1
- Moby Dick. Szenen, Texte und Lieder, gemeinsam mit dem Musiker Remco Ubbels, 2002
- Eigentlich wollte ich Fleischer werden. Drei Kleinstakler, gemeinsam mit dem Schauspieler M. M. Lysakowsk, 2002
- Flash. Prosa und Lyrik in Hallesche Autorenhefte 35. Förderkreis der Schriftsteller in Sachsen-Anhalt 2003
- Revierköter. Band 2 Verlag PaperOne 2008
- Gleiche Zeit – anderes Land. Machtwort Verlag, Dessau 2016, ISBN 978-3-86761-144-2